# Họ Hải âu mày đen
Họ Hải âu mày đen (danh pháp khoa học: Diomedeidae), là một họ chim bao gồm khoảng 21-22 loài chim biển lớn có quan hệ họ hàng gần với các loài hải âu khác trong các họ như Procellariidae, chim báo bão (Hydrobatidae) và hải âu pêtren lặn (Pelecanoididae) thuộc bộ Procellariiformes. Chúng phân bố rộng rãi ở Nam Đại Dương và Bắc Thái Bình Dương. Chúng không hiện diện ở Bắc Đại Tây Dương, mặc dù các hóa thạch chỉ ra rằng chúng từng có mặt tại đây và thỉnh thoảng có những cá thể lang thang đến khu vực này.

## Các chi
Họ này gồm 4 chi như sau:
- Phoebastria - 4 loài hải âu Bắc Thái Bình Dương
- Diomedea - 6 loài hải âu lớn
- Phoebetria - 2 loài hải âu đen
- Thalassarche - 9-10 loài hải âu Nam Thái Bình Dương

## Việt Nam
Tại Việt Nam chỉ có 1 loài là hải âu mày đen (Thalassarche melanophris).